# ECRATER
Ecrater este o piață online, gratuită, cu sediul în Irvine, California, SUA, care oferă posibilitatea oricărei persoane să își creeze un magazin online și să iși vîndă produsele acolo. Ea a fost lansată în anul 2004 de către Dimitar Slavov. În anul 2009, ecrater avea 65,242 magazine active.